# Benthalbella elongata
Benthalbella elongata är en fiskart som först beskrevs av Norman, 1937.  Benthalbella elongata ingår i släktet Benthalbella och familjen Scopelarchidae. Inga underarter finns listade.